# 메이저 리그 베이스볼 올스타전 최우수 선수상

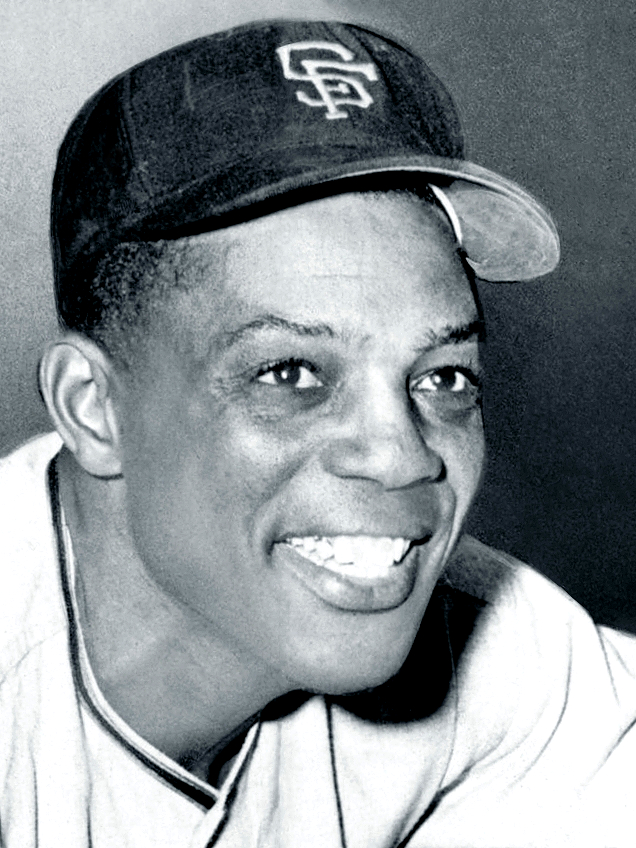
올스타전 최우수 선수상을 처음으로 2회 수상 (1963, 1968) 한 윌리 메이스.

메이저 리그 베이스볼 올스타전 최우수 선수상(Major League Baseball All-Star Game Most Valuable Player (MVP) Award)는 MLB 올스타전에서 매년 가장 놀라운 플레이를 보여준 선수에게 주어지는 메이저 리그 베이스볼 (MLB) 상이다. 1962년부터 수여되기 시작했고, 원래는 올스타전을 구상해낸 아치 워드를 기념하기 위해 '아치 워드 기념상'(Arch Ward Memorial Award)으로 불렸다. 1970년에 '커미셔너스 트로피'(Commissioner's Trophy)라는 이름으로 변경되었으나, 1985년 월드 시리즈 우승 트로피가 커미셔너스 트로피로 개명되면서 넘겨졌다. 최종적으로, 올스타전 트로피는 2002년 그 해 이미 사망한 보스턴 레드삭스의 테드 윌리엄스 전 선수를 기념해 '테드 윌리엄스 최우수 선수상'(Ted Williams Most Valuable Player Award)으로 결정되었다. 2002년 올스타전에는 무승부로 종료되어 수여되지 않았다. 그래서 새롭게 개명된 테드 윌리엄스 상은 2003년에 애너하임 앤젤스의 가렛 앤더슨이 최초로 수상했다.

## 같이 보기
- 야구상
- 월드 시리즈 최우수 선수상